# 朱厚燌
泰安端懿王朱厚燌（1521年—1546年），明朝德藩第二代泰安王，泰安恭簡王朱祐樬的庶第五子。

## 生平
嘉靖十三年（1534年），泰安恭簡王朱祐樬去世。嘉靖十五年（1536年）閏十二月，朱厚燌襲封泰安王。
嘉靖二十五年（1546年）十一月，朱厚燌去世，享年二十六歲，諡號端懿。十三年後，庶長子朱載𡎻襲爵。

## 家庭

### 妻
- 楊氏，嘉靖十八年（1539年）十二月冊為泰安王妃[5]。

### 子
- 庶長子：泰安康惠王朱載𡎻
- 庶次子：鎮國將軍朱載𡍨[6]
  - 子：輔國將軍朱翊𨰝
    - 嫡次子：奉國將軍朱常汴，萬曆三十年（1602年）十二月賜名[7]，崇禎十一年（1638年）因戊寅虜變去世[8]。

  - 孫：奉國將軍朱常⿰氵⿱上力，崇禎十一年（1638年）因戊寅虜變去世[9]。
  - 曾孫：泰安王朱由
  - 曾孫：朱由[10]
- 庶三子：夭折[6]